# Condado de Teton (Idaho)
El condado de Teton (en inglés: Teton County), fundado en 1915, es uno de los 44 condados del estado estadounidense de Idaho. En el año 2000 tenía una población de 5.999 habitantes con una densidad poblacional de 5.1 personas por km². La sede del condado es Driggs.

## Geografía
Según la Oficina del Censo, el condado tiene un área total de 1167 km² (450,6 mi²), de la cual 1166 km² (450,2 mi²) es tierra y 1 km² (0,4 mi²) (0.05%) es agua.

### Condados adyacentes
- Condado de Fremont - norte
- Condado de Madison - oeste
- Condado de Bonneville - sur
- Condado de Teton (Wyoming) - este

### Carreteras
- - SH-31
- - SH-32
- - SH-33

## Demografía
En el 2000 la renta per cápita promedia del condado era de $41,968, y el ingreso promedio para una familia era de $45,848. En 2000 los hombres tenían un ingreso per cápita de $32,309 versus $22,243 para las mujeres. El ingreso per cápita para el condado era de $17,778. Alrededor del 12.90% de la población estaba bajo el umbral de pobreza nacional.

## Ciudades
- Driggs
- Tetonia
- Victor